# اندیس جنوب شرق چاه مسی
جنوب شرق چاه مسی یک اندیس فلزی است که در حوالی شهر انار استان کرمان قرار دارد و مادهٔ معدنی موجود در آن، طلا است. سنگ میزبان این اندیس سنگ‌های آندزیت پورفیری خاکستری کمی تیره است